# Casa di Kristek
La Casa di Kristek, in ceco Kristkův dům,  è un edificio che l'artista, scultore, pittore e performance artist Lubo Kristek ha trasformato in un assemblage monumentale. Si trova all’angolo tra le strade Tišnovská e Trávníky a Brno, in Repubblica Ceca.

## Storia
Kristek è nato a Brno, dove ha anche trascorso la propria infanzia, in via Tišnovská. Nel 1968 è emigrato nell’allora Germania occidentale, da dove ha intrapreso molti viaggi di studio in vari paesi. Nel 2015, dopo un pellegrinaggio durato tutta una vita, è tornato in questa strada per creare il ciclo scultoreo Sisifo, ovvero il Macigno nel tempo.
Kristek ha tratto ispirazione dal Mito di Sisifo di Albert Camus. Negli anni ‘70, durante la sua tournée negli Stati Uniti, Kristek incontrò George Voskovec, che nel suo LP Relativamente parlando aveva inciso la propria idea della storia di Sisifo. Voskovec mette in risalto il percorso di Sisifo quando non ha il macigno e scende dalla cima della montagna fino a valle.

## Simbologia

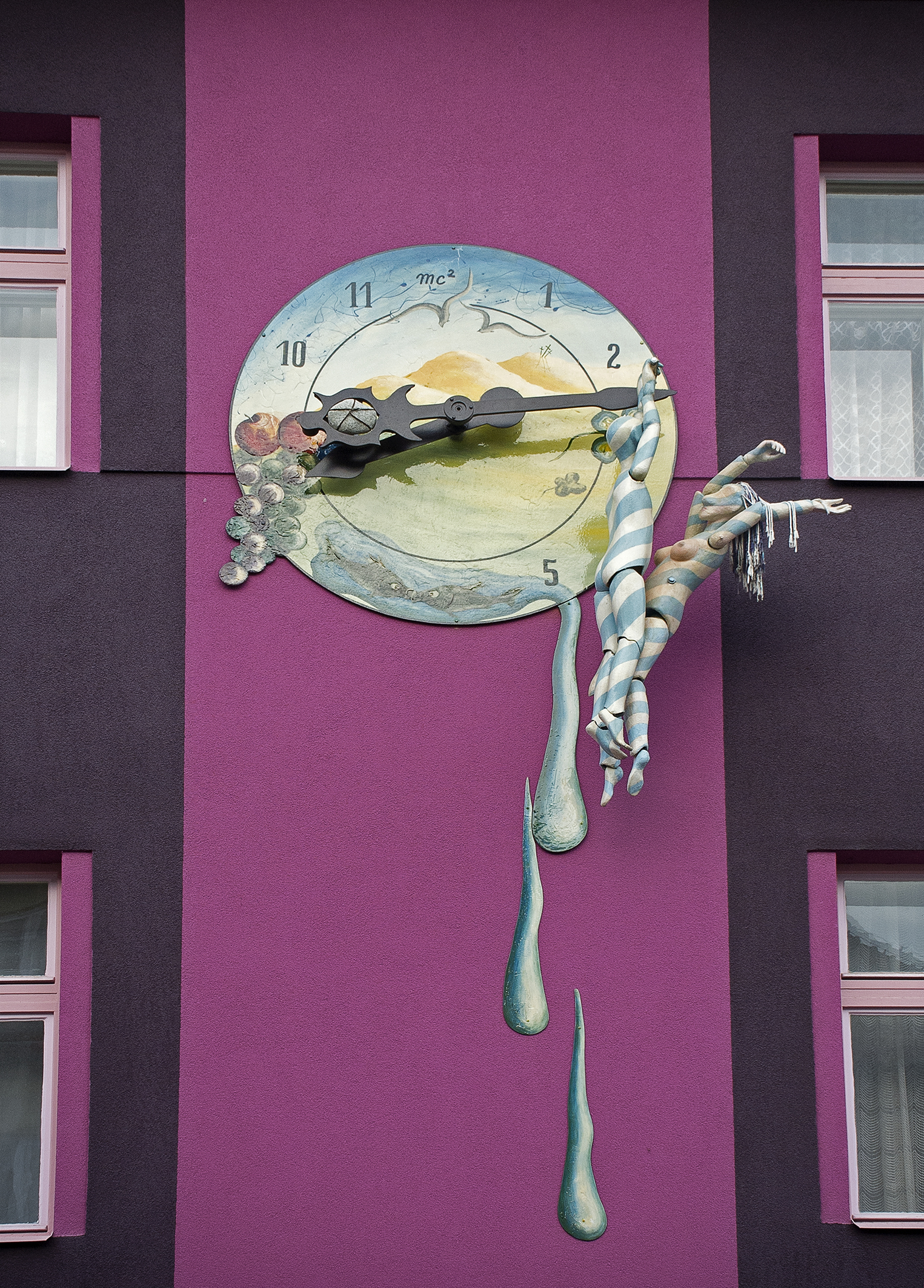
La macchina del tempo di Sisifo.

Kristek ha arricchito questo concetto con l’aspetto del tempo. Sisifo è appeso alla lancetta dei minuti e gira intorno al quadrante dell’orologio. Quando va verso l’alto, cerca di frenare il tempo per tutti noi. Quando scende, invece, Sisifo incontra la ragazza dei suoi sogni (sempre a un quarto).
Il meccanismo dell’orologio è stato progettato e realizzato appositamente per questo scopo dalla ditta Elekon (Vyškov), specializzata in orologi da torre. Il congegno provvede anche al cambio automatico dall’ora legale a quella solare.
In questo ciclo scultoreo l'artista ha instillato il simbolo di tutta la sua vita: la superstrada celestiale. Questa compare già nel quadro La superstrada celestiale di zia Fränzi (1974), oggi nella collezione Neues Stadtmuseum della città di Landsberg am Lech.
Sulla superstrada celestiale Kristek ha messo un treno. Si tratta del treno dei suoi ricordi d’infanzia che percorreva la cosiddetta Tišnovka, la vecchia linea ferroviaria che collegava Brno con Tišnov, e che, quando Kristek abitava qui, partiva proprio da dietro via Tišnovská.
Dall’angolo della casa sporgono delle mani, le cui dita ricordano delle radici protese verso il cielo. Le mani proteggono il simbolo principale dell'assemblage: l’albero vivente. Nelle sue prime opere Kristek raffigura spesso la mano come un elemento di sostegno oppure la mano che rifiuta o punisce. Tuttavia, già nella statua Thaya – Il destino dell’albero (1968) è rappresentata una mano che crea, protegge o fa comparire ciò che era nascosto, come per esempio nel quadro Mano protettiva (1996) e nella scultura Stabilizzatore di quantità insufficienti di mani (2012-2013).
In questo assemblage monumentale, Kristek coniuga il secolare scorrere del tempo (La macchina del tempo di Sisifo) con l’infinito (la superstrada celestiale).
Kristek ha iniziato a lavorare con la tecnica dell'assemblage già a partire dagli anni ‘60 del XX secolo, utilizzandoad esempio, materiali portati dal mare, rifiuti della civiltà, trappole o “giocattoli” dell’era postmoderna (telefoni cellulari). Con l’assemblage Casa di Kristek l'autore introduce nell’opera artistica il tema della casa, del focolare domestico e della dimensione privata della vita. L’albero vivente, parte integrante dell’opera, rivolge l’attenzione verso il rapporto tra l’uomo e la natura. L’albero è un elemento mutevole e l’autore percepisce questo assemblage come un essere vivente in perenne cambiamento.
La Casa di Kristek appare nei film Ab ovo e Sisyphiade. Si tratta di uno dei lavori più importanti di Lubo Kristek, tra i quali vanno ricordati, ad esempio, il suo contributo agli edifici religiosi come l’altare da parete Composizione trascendentale tra il dolore e la speranza (1977) nella cappella consacrata a Penzing; la statua di metallo Monumento ai cinque sensi (1991) collocata davanti al Neues Stadtmuseum a Landsberg; la grande installazione L’albero del sapere (1992) presso il Liceo Ignaz Kögler di Landsberg e la fontana di bronzo Bevendo nelle terme di Greifenberg. A livello internazionale lo hanno reso celebre anche gli happening che ha realizzato (Germania, USA, Canada, Italia, Spagna, Belgio, Repubblica Ceca, Austria, Turchia, Polonia, Slovacchia...).